# Morris Towns
Morris M. Towns (St. Louis, 10 gennaio 1954) è un ex giocatore di football americano statunitense che ha militato nel ruolo di offensive tackle nella National Football League (NFL).

## Carriera
Al college Towns giocò a football all'Università del Missouri, dove iniziò a mettersi in luce nella penultima stagione quando in una partita riuscì a contenere la futura prima scelta assoluta del Draft NFL 1976 Lee Roy Selmon. Fu scelto come undicesimo assoluto nel Draft NFL 1977 dagli Houston Oilers. Vi giocò fino al 1983, disputando tutte le 16 partite come titolare nel 1979 e nel 1981, oltre che tutte le 9 della stagione accorciata per sciopero del 1982. Chiuse la carriera con un'ultima annata ai Washington Redskins nel 1984, senza mai scendere in campo come partente.